# Ejido de Taborda
Ejido de Taborda är en ejido (ort) i kommunen Temoaya i delstaten Mexiko i Mexiko. Samhället hade 3 321 invånare vid folkräkningen 2020. Området är beläget sydväst om sjön Presa Antonio Alzate. 
Ejido de Tabordas postkod är 50896.